# Hôtel de Marsilly
L'hôtel de Marsilly est un hôtel particulier situé à Paris en France.

## Localisation
Il est situé rue du Cherche-Midi, dans le 6e arrondissement de Paris.

## Histoire
Construit de 1738 à 1740 par et pour l'entrepreneur du roi Claude Bonneau qui fit appel à l'architecte du roi Jacques Hardouin-Mansart de Sagonne, très en vue alors au faubourg Saint-Germain en tant qu'architecte de Louis de Bourbon-Condé, comte de Clermont, abbé commendataire de l'abbaye Saint-Germain-des-Prés. 
Bonneau avait été employé par l'architecte pour sa toute première réalisation attestée, la maison des dames de Saint-Chaumont, rue Saint-Denis, en 1734. Bonneau recourut au sculpteur-ornemaniste réputé Nicolas Pineau, collaborateur et ami de Mansart de Sagonne, employé lui aussi à la dite maison en 1734.
Resté dans la descendance de Claude Bonneau, il fut occupé, dans les décennies qui précèdent la Révolution, par des locataires, Emmanuel Dieudonné de Hautefort, marquis de Hautefort, seigneur de Champien, ancien ambassadeur du roi Louis XV près la cour d'Autriche, mort en 1777, puis Raymond Pierre, marquis de Bérenger, maréchal de camp, chevalier de l'ordre du Saint Esprit.
De 1803 à 1823, il appartint au ministre et parlementaire Charles Lambrechts, mort dans l'hôtel en 1823.
En 1841, le nouveau propriétaire, le collectionneur d'art et artiste peintre Nicolas Henri Gustave Mailand, commande des travaux d'agrandissements à l'architecte Amable Ravoisié .
Après la mort de Nicolas Mailand, en 1880, l'hôtel est acheté en 1881 par Alfred Manigot, Gustave Pelletier et Jules Jorré, alors dirigeants des Archives Généalogiques, qui occupent toujours ses murs aujourd'hui.
Il a été pendant quarante ans le siège social de la Chambre des généalogistes de France, et est actuellement le siège de la société Archives généalogiques Andriveau.

### Protection au titre des monuments historiques
Les arrêtés de protection au titre des monuments historiques détaillent l'hôtel comme il suit : l'immeuble entre rue et cour, l'aile sur cour à droite en entrant et l'aile sur cour à gauche en entrant.
Les façades et toitures sur rue, sur cour et sur jardin des bâtiments composant l'hôtel (en dehors des deux premiers niveaux de l'immeuble entre rue et cour), le sol de la parcelle sont inscrits au titre des monuments historiques depuis un arrêté du 9 décembre 1997.
L'ancien corps de logis entre cour et jardin, en totalité ainsi que façades sur rue et sur cour des deux premiers niveaux de l'immeuble entre rue et cour sont classés depuis un arrêté du 17 novembre 1998.
Deux autres inscriptions effectuées en 1928 et 1997 ont été annulées.
On remarque en particulier l'élégante façade incurvée donnant sur la cour et la rampe en fer forgé de l'escalier principal.

## Galerie

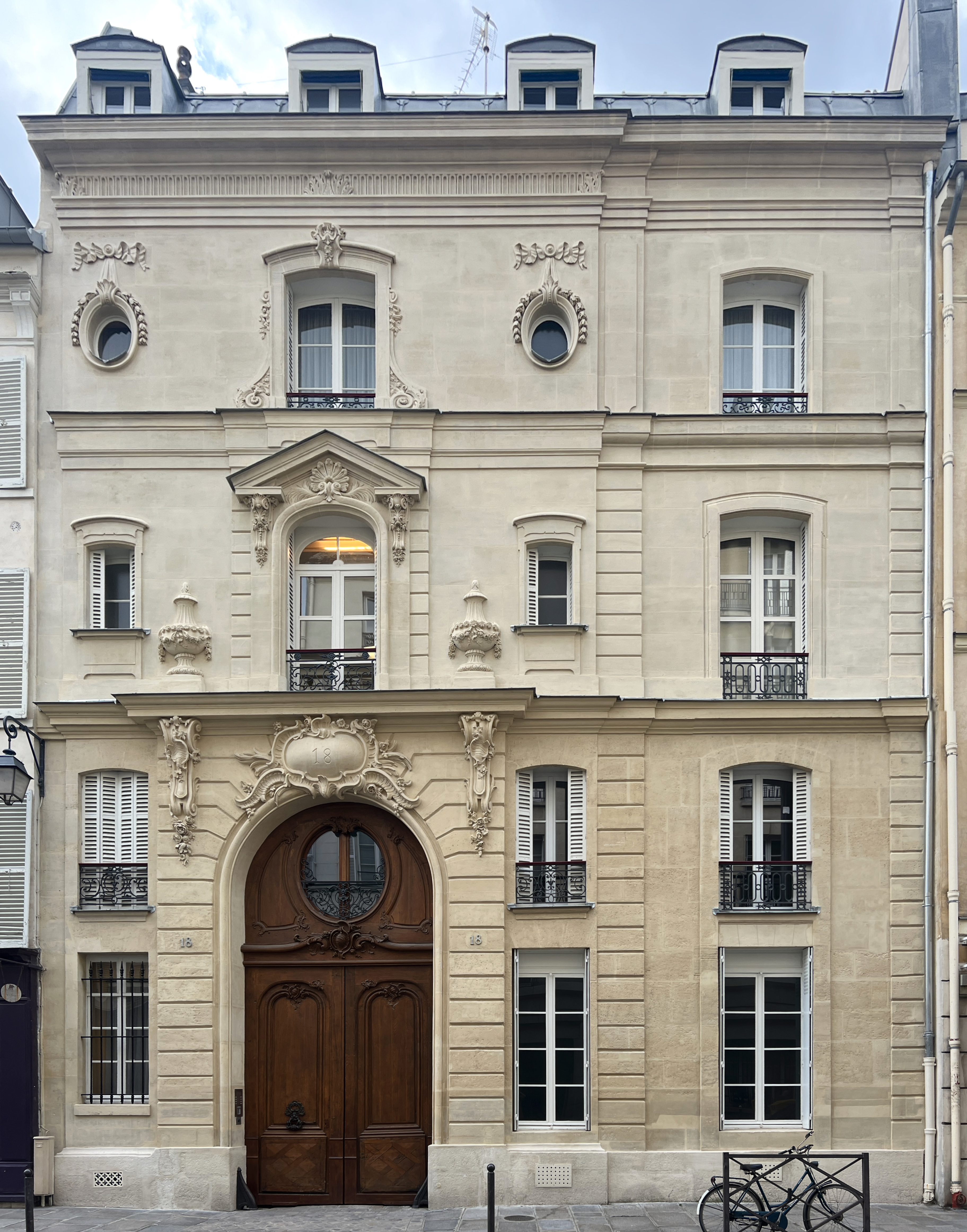
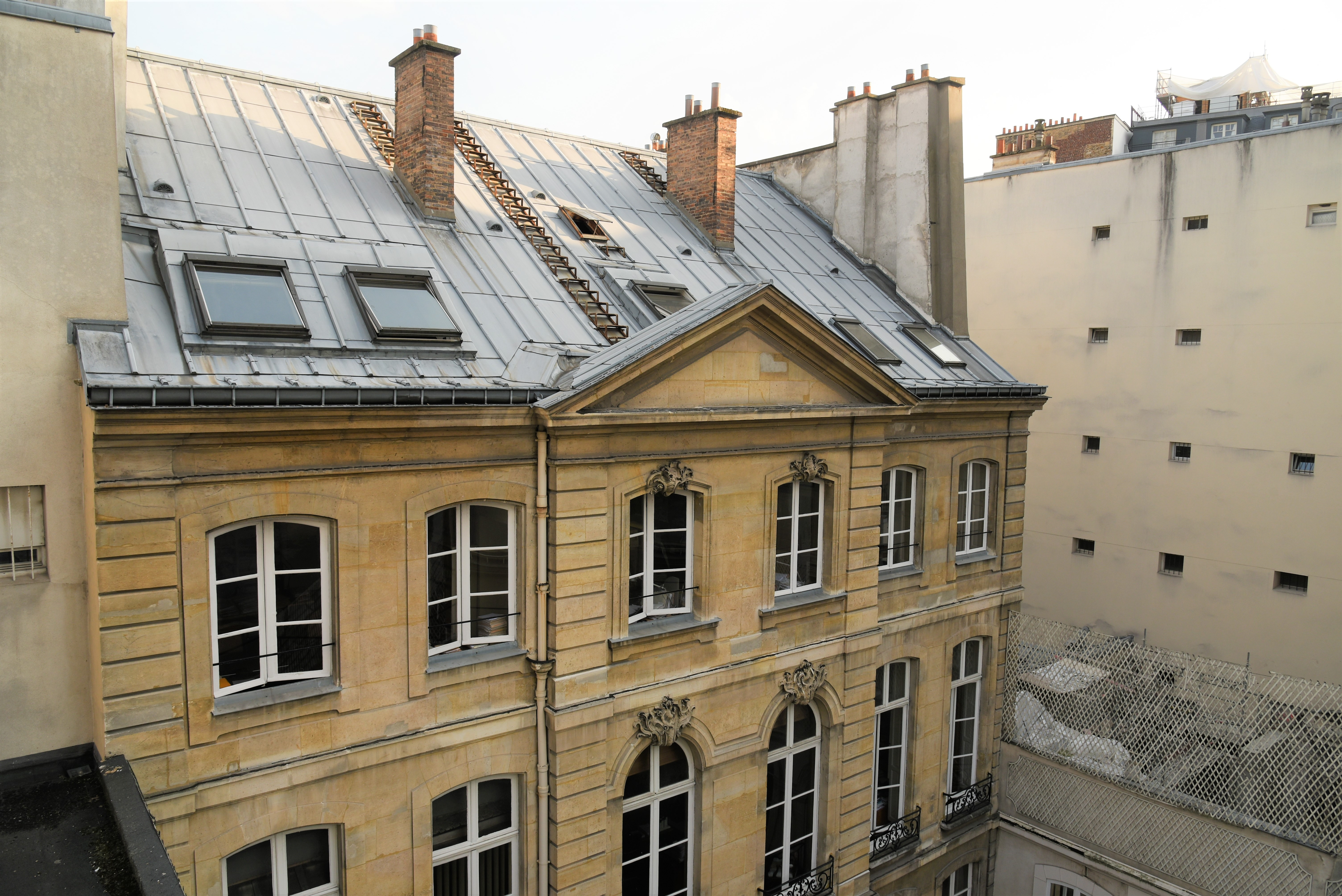
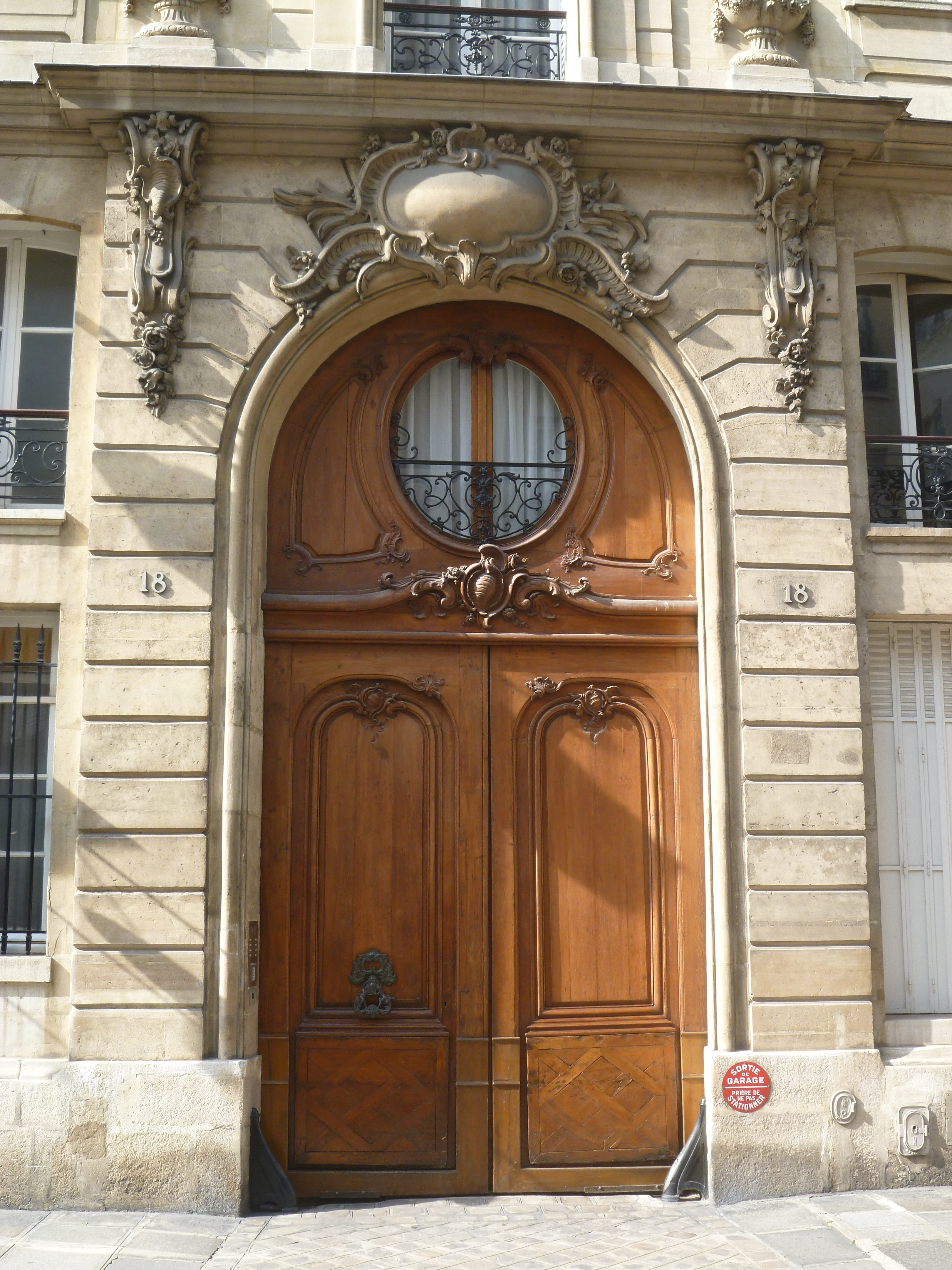